# Parque nacional Yedigöller

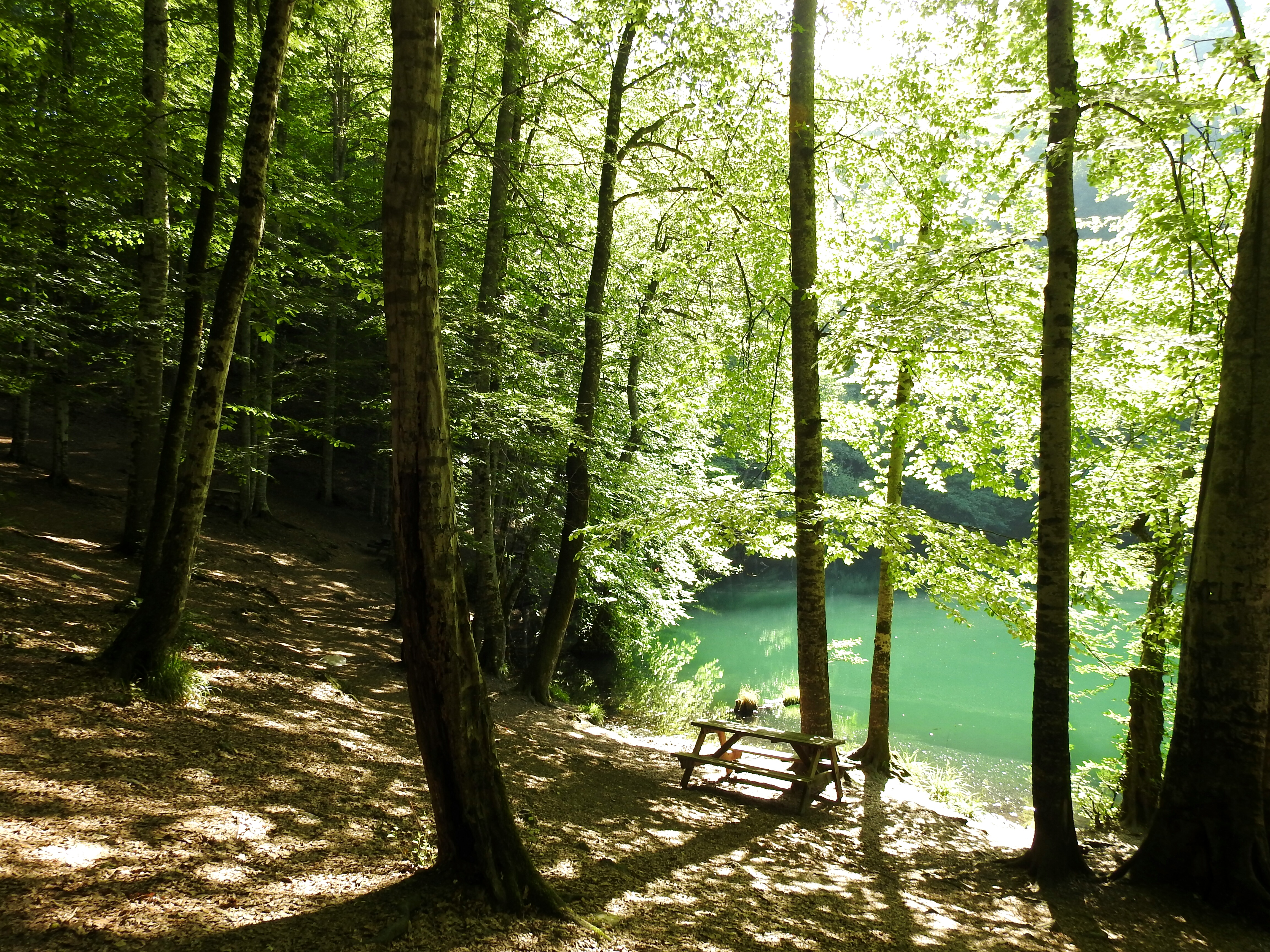

El parque nacional Yedigöller (que significa «siete lagos» en turco) es un parque nacional (categoría UICN II) de Turquía situado en la provincia de Bolu creado como tal en 1965. Se extiende a lo largo de una superficie de 20,19 kilómetros cuadrados.